# Château de Condres
Le château de Condres est un château situé sur la commune de Saint-Bonnet-de-Montauroux, dans le département de la Lozère en France.

## Historique
L'édifice est classé au titre des monuments historiques en 1975 et inscrit en 2010, arrêtés remplacés par un classement couvrant la totalité du château en 2011.
Le château de Condres, paroisse de Saint-Bonnet-de-Montauroux, appartenait en 1459 à noble Gouin de Sinzelles. Il fut ensuite possédé par la famille de Chastel,,.
Louis de Malbec de Montjoc, seigneur de Briges, épouse le 27 février 1645, Hélène de Chastel de Condres, fille de Nicolas de Chastel, seigneur d'Auroux (1632), seigneur de Condres, et Marie-Louise de Molette. Ils sont les arrière-arrière-arrière-grands-parents du député Barnabé-Louis-Gabriel-Charles Malbec Montjoc, lequel habite le château de Condres le jour de son mariage, 8 juillet 1816 à Baudres (Indre).
François-Joachim de Pierre, cardinal de Bernis (1715-1794) est le fils de Marie-Élisabeth de Chastel de Condres, laquelle est fille de Christophe de Chastel de Condres.